# Bourneau
Bourneau is een gemeente in Frankrijk in het departement Vendée in de regio Pays de la Loire.

## Geografie
De onderstaande kaart toont de ligging van Bourneau met de belangrijkste infrastructuur en aangrenzende gemeenten.

## Demografie
Onderstaande figuur toont het verloop van het inwonertal (bron: INSEE-tellingen).

1. ↑  Populations de référence 2022.